# Шилово (станция)
Ши́лово — железнодорожная станция Московской железной дороги на линии Рязань I — Рузаевка в одноимённом пгт. Шиловского района Рязанской области. Входит в Рязанский центр организации работы железнодорожных станций ДЦС-2 Московской дирекции управления движением. По основному характеру работы является участковой, по объёму работы отнесена к 3 классу.

## Особенности
Историческое направление Транссибирской магистрали (линия Рязань — Рузаевка), станция и локомотивное депо «Шилово».

### Инфраструктура
На станции 2 пассажирских платформы. Первая боковая низкая, обслуживает первый путь (путь 3), с которого ходит пригородный поезд в Касимов. Вторая островная низкая, обслуживает второй (путь I) и третий пути (путь II), по которым ходят пригородные электропоезда и поезда дальнего следования.

### Поезда дальнего следования
Шилово является остановкой для поездов в направлении Поволжья, Южного Урала, Средней Азии. Время стоянки для большинства поездов 5 минут.
| № поезда          | Маршрут движения      | № поезда          | Маршрут движения      |
| ----------------- | --------------------- | ----------------- | --------------------- |
| 21 "Ульяновск"    | -                     | 22 "Ульяновск"    | Москва — Ульяновск    |
| 39 «Башкортостан» | Уфа — Москва          | 40 «Башкортостан» | Москва — Уфа          |
| 63                | Димитровград — Москва | 64                | Москва — Димитровград |
| 65                | -                     | 66                | Москва — Тольятти     |
| 115               | Уфа — Москва          | 116               | Москва — Уфа          |
| 391               | Челябинск — Москва    | 392               | Москва — Челябинск    |

### Пригородные поезда
- Поезда в сторону Рязани: 1 поезд до Рязани, 5 поездов Сасово — Рязань.
- Поезда в сторону Сасово: 5 поездов Рязань — Сасово, 2 поезда до Касимова.

## Грузовые перевозки
Станция используется для грузовых перевозок. На юго-западе от станции отходит подъездной путь к комбинату «Ибредькрахмалпатока».

## В культуре
- Вокзал станции Шилово показан в одной из сцен фильма «Трудно первые 100 лет», который, в основном, снимался в Рязанской области.